# Акчий (Казахстан)
Акчий (каз. Ақши) — село в Куршимском районе Восточно-Казахстанской области Казахстана. Входит в состав Калгутинского сельского округа. Код КАТО — 635249200.

## Население
В 1999 году население села составляло 425 человек (202 мужчины и 223 женщины). По данным переписи 2009 года, в селе проживало 260 человек (122 мужчины и 138 женщин).